# Gampsorhynchus rufulus
Gampsorhynchus rufulus е вид птица от семейство Pellorneidae.

## Разпространение
Видът е разпространен в Бангладеш, Бутан, Индия, Китай, Мианмар и Непал.